# Paranthidium gabbii
Paranthidium gabbii là một loài Hymenoptera trong họ Megachilidae. Loài này được Cresson mô tả khoa học năm 1878.